# جامع المقاصد فی شرح القواعد
جامع المقاصد فی شرح القواعد کتابی از علی بن حسین محقق کرکی است.

## تصحیح
تصحیح این کتاب در سال ۱۳۶۶ منتشر و در مراسم کتاب سال جمهوری اسلامی ایران به‌عنوان کتاب برگزیده معرفی شد.